# Der letzte Befehl
Der letzte Befehl (Originaltitel: The Horse Soldiers) ist ein US-amerikanischer Bürgerkriegswestern von John Ford aus dem Jahr 1959 mit John Wayne und William Holden in den Hauptrollen. Der Western basiert auf dem Buch The Horse Soldiers von Harold Sinclair.

## Handlung
Zur Zeit des amerikanischen Sezessionskrieges: Der Nordstaaten-Colonel John Marlowe führt seine Kavallerie-Brigade hinter die feindlichen Linien der Konföderierten, um eine strategisch wichtige Bahnstation und die dortigen Nachschublager zu zerstören und unterwegs feindliche Infrastruktur wie Bahn- und Telegraphenlinien zu schädigen. Marlowe war vor dem Krieg Eisenbahningenieur; neu in seiner Einheit ist der Arzt Hank Kendall, mit dem Marlowe regelmäßig aneinandergerät. Beide vertreten unterschiedliche Weltanschauungen und Marlowe pflegt einen Hass gegen Mediziner, seitdem seine einstige Liebe durch ärztliche Fehlbehandlung gestorben ist.
Im Feindesgebiet lagert die Brigade auf dem Gut „Greenbriar“. Dort erläutert Marlowe seinen Offizieren ihr Ziel, und dass er im Anschluss daran nicht nach Norden zurückkehren will, sondern vorhat, um konföderierten Truppen möglichst auszuweichen, weiter nach Süden vorzustoßen, um bei Baton Rouge wieder auf Unionstruppen zu treffen. Sie werden dabei jedoch von der auf dem Gut lebenden Hannah Hunter, die sich gastfreundlich gibt, obwohl sie die Nordstaatler hasst, und ihrer farbigen Haushälterin Lukey belauscht. Dabei wird sie von Dr. Kendall ertappt. Der raubeinige Marlowe entschließt sich, die beiden Frauen als Gefangene mitzunehmen, damit sie seine Absichten nicht an die Feinde verraten können. Auf dem Weg zur Bahnstation versucht Hannah zu fliehen, was Marlowe verhindert.  Marlowe, der um den Schutz seiner Soldaten bemüht ist, und Dr. Kendall, der währenddessen die Schrecken des Krieges und die Verletzungen der Soldaten zu lindern sucht, geraten auch in ihren Bemühungen um Hannah Hunter aneinander.
Die Bahnstation wird erfolgreich genommen, eintreffende Südstaaten-Verstärkungen niedergekämpft, Eisenbahnanlagen und Lager niedergebrannt. Dies und insbesondere auch das persönlich begleitete Sterben eines jungen Soldaten im Lazarett geht dem ehemaligen Eisenbahner Marlowe sehr nahe. Auf dem weiteren Weg nach Süden wird Lukey von versprengten Südstaatlern erschossen, was Hannah Hunter in besonderem Maße erschüttert. Später trifft die Kavallerieeinheit auf die mit veralteten Musketen ausgerüsteten Schüler einer Kadettenanstalt, welche den Ort in mustergültiger Lineartaktik zu verteidigen suchen. Es wäre für die kriegsgeschulten, jede Deckung ausnutzenden Kavalleristen ein Leichtes, diese sofort auszuschalten, doch Marlowe befiehlt den Rückzug, da er erkennt, dass es sich um Kinder handelt.
Um den sie mittlerweile verfolgenden Truppen der Südstaaten zu entfliehen, muss die Unionskavallerie die befestigte Straße verlassen und durch Sumpfgebiet reiten. An einer Brücke kommt es zum Kampf mit den dort stationierten Soldaten, der verlustreich gewonnen wird. Doch bereits kurz nach dem Gefecht nähern sich die Verfolger. Marlowe lässt sein Regiment über die Brücke in Sicherheit reiten und sprengt als letzter Mann das Bauwerk. Kendall entschließt sich, mit den Verletzten zurückzubleiben und sich somit in Gefangenschaft zu begeben. Marlowe gesteht kurz vor dem Ausbruch Hannah seine Liebe. Hannah bleibt mit Kendall zurück und schaut Marlowe nach, während die Truppen der Südstaaten herbeireiten. Ein Offizier der Konföderierten bietet Kendall sofort die Hilfe seines Truppenarztes an, was dieser dankend annimmt.

## Synchronisation
Die deutsche Fassung entstand bei der Ultra-Film in Berlin.
| Darsteller       | Rolle                                    | Synchronsprecher    |
| ---------------- | ---------------------------------------- | ------------------- |
| John Wayne       | Colonel John Marlowe                     | Arnold Marquis      |
| William Holden   | Major Dr. Hank Kendall                   | Heinz Engelmann     |
| Constance Towers | Hannah Hunter                            | Eva Pflug           |
| Althea Gibson    | Lukey, Hannahs Dienstmagd                | Tilly Lauenstein    |
| Judson Pratt     | Sergeant Major Kirby                     | Hans Walter Clasen  |
| Willis Bouchey   | Colonel Phil Secord                      | Klaus W. Krause     |
| Ken Curtis       | Corporal Wilkie                          | Axel Monjé          |
| Hoot Gibson      | Sergeant Brown                           | n.n.                |
| O. Z. Whitehead  | Hoppy Hopkins, Assistent von Dr. Kendall | n.n.                |
| Bing Russell     | Dunker, amputierter Yankee               | n.n.                |
| Hank Worden      | Diakon Clump                             | Alexander Welbat    |
| William Leslie   | Major Richard Gray                       | Paul Edwin Roth     |
| Carleton Young   | Colonel Jonathan Miles                   | Hans Hessling       |
| Denver Pyle      | Jackie Jo, konföderierter Deserteur      | n.n.                |
| Strother Martin  | Virgil, konföderierter Deserteur         | Harry Wüstenhagen   |
| Russell Simpson  | Sheriff Goodbody, Captain a. D.          | n.n.                |
| William Henry    | konföderierter Artillerie-Lieutenant     | Wolfgang Eichberger |
| Basil Ruysdael   | Leiter der Kadettenanstalt in Jefferson  | Harry Wüstenhagen   |
| Anna Lee         | Mutter eines Kadetten                    | n.n.                |
| Jack Pennick     | Sgt. Maj. Mitch Mitchell                 | n.n.                |

## Hintergrund
Der Film basiert auf dem Buch The Horse Soldiers des Schriftstellers Harold Sinclair, das die wahre Geschichte des Colonels Benjamin Grierson erzählt, der 1863 während des Zweiten Vicksburg-Feldzugs eine ähnliche Aufgabe wie Colonel Marlowe zu erledigen hatte. John Ford drehte den Film im amerikanischen Bundesstaat Louisiana.
Das Ende des Films ist abrupt geraten, da John Ford bald nach dem Tode des Stuntman Fred Kennedy die Dreharbeiten beendete. Der 48-jährige Kennedy verunglückte tödlich bei einem Stunt, bei dem er im Gefecht aus dem Sattel fallen sollte. Die Szene wurde dennoch verwendet und erst in der späteren Videofassung entfernt. Kennedy hatte seit Der Teufelshauptmann (1949) regelmäßig als Stuntman für Ford gearbeitet. Ford fühlte sich für Kennedys Tod verantwortlich, da er dem erfahrenen, aber körperlich außer Form geratenen Stuntman trotz schlechter Vorahnungen nicht den Stunt verboten hatte. Ford verlor danach das Interesse an dem Filmprojekt. Eine im Drehbuch als Schluss geplante Sequenz, in der Marlowe mit seiner Truppe in Baton Rouge einritt, wurde nie gefilmt.
Die Szene mit den Kadetten wurde von der echten Schlacht bei New Market inspiriert.
In einer Nebenrolle ist Althea Gibson, die erste afroamerikanische Wimbledonsiegerin, zu sehen. Gibson sollte ihre Rolle zunächst nach dem Drehbuch mit einem afroamerikanischen Akzent sprechen, was sie als beleidigend empfand. Sie setzte sich erfolgreich bei Ford dafür ein, den afroamerikanischen Akzent nicht zu verwenden.

## Musik
Das den Film durchziehende musikalische Hauptmotiv mit dem Titel „I Left My Love“, das von den Unions-Kavalleristen auch gesungen wird, erarbeitete der Komponist David Buttolph. An vielen weiteren Stellen werden zwei zeitgenössische Lieder der Bürgerkriegsära verwendet, die zum einen das Auftreten der Unionstruppen und zum anderen die Südstaatler charakterisieren sollen. „When Johnny Comes Marching Home“, wurde von Patrick Gilmore, der auf Seiten der Nordstaaten stand, komponiert, während „The Bonnie Blue Flag“ eines der meistgesungensten Lieder der Konföderierten war.

## Kritiken
Das Lexikon des internationalen Films fand, „[d]er Western konzentriert sich weniger auf die kriegerischen Auseinandersetzungen als auf die persönlichen Reibereien zwischen dem befehlenden Oberst, einem Militärarzt und einer gefangenen Patriotin“. Dennoch sei der Film „dank sorgfältiger Charakterzeichnung und guter Fotografie über dem Durchschnitt der Gattung“. Für die Fernsehzeitschrift Prisma war Der letzte Befehl „[e]in typischer Kavalleriewestern von Regie-Altmeister John Ford, der hier schon die Bitternis und Verzweiflung durchklingen lässt, die er zwei Jahre später in seinem Bürgerkriegsfilm Das war der wilde Westen auf die Spitze trieb“.
Adolf Heinzlmeier und Berndt Schulz bewerteten den Film in ihrem Lexikon „Filme im Fernsehen“ weniger gut: „John Fords einziger Bürgerkriegsfilm schleppt sich mit Dauerdialogen und epischen Sequenzen dahin; trotz einiger Actionszenen und guter Milieustudien mittelmäßig im Gesamtwerk des großen Regisseurs.“ (Wertung: 2 Sterne = durchschnittlich)
Das Fazit des Evangelischen Filmbeobachters lautete: „Heldentum und Patriotismus im amerikanischen Bürgerkrieg, aus einer Perspektive betrachtet, die den Film zu einer amüsanten, wenn auch nicht oberflächlichen Unterhaltung macht. Ab 12 für Freunde der abenteuerlichen Gattung gut geeignet.“